# Anumeta cashmirensis
Anumeta cashmirensis är en fjärilsart som beskrevs av George Francis Hampson 1894. Anumeta cashmirensis ingår i släktet Anumeta och familjen nattflyn. Inga underarter finns listade i Catalogue of Life.